# Hollister (Kalifornia)
Hollister – miasto w Stanach Zjednoczonych, w stanie Kalifornia, siedziba administracyjna hrabstwa San Benito.